# Megaetaira madida
Megaetaira madida là một loài tò vò trong họ Ichneumonidae.